# Lightbulb Sun
Lightbulb Sun es el sexto álbum de estudio de la banda inglesa de rock progresivo Porcupine Tree, editado en mayo de 2000 en el sello Snapper Music. Existen tres versiones del disco: la original, una versión alemana con la portada azul y un CD extra con grabaciones en directo, y una versión israelí, también con dos CD, pero que fue distribuida por Helicon Records. El disco está dividido en dos partes por una sección de un minuto y medio en absoluto silencio entre "Rest Will Flow" y "Hatesong". Mientras que la primera mitad trata de canciones inclinadas a los elementos más comerciales y pop de Porcupine Tree, la segunda se centra en su cariz más experimental.
El 21 de abril de 2008 se lanzó un CD remezclado del álbum y un DVD remezclado con sonido envolvente 5.1. sumado a una galería de imágenes inéditas.

## Lista de canciones

### Edición original
1. «Lightbulb Sun» – 5:33
2. «How Is Your Life Today?» – 2:48
3. «Four Chords That Made a Million» – 3:38
4. «Shesmovedon» – 5:15
5. «Last Chance to Evacuate Planet Earth Before It Is Recycled» – 4:50
6. «The Rest Will Flow» – 3:36
7. «Hatesong» – 8:28
8. «Where We Would Be» – 4:14
9. «Russia On Ice» – 13:05
10. «Feel So Low» – 5:16

### Edición especial
Además de las diez canciones de la edición original, aparecen en esta edición especial las canciones:
1. «Buying New Soul» (edit) – 6:09
2. «Pure Narcotic» – 5:20
3. «Tinto Brass» (directo) – 6:48

El tema "Last Chance to Evacuate Planet Earth Before It Is Recycled" contiene un discurso de Marshall Applewhite de la secta Heaven's Gate, de San Diego, California, que dice que sus seguidores debían cometer un suicidio en masa para que sus almas ascendiesen a una nave espacial y conseguir la salvación.